# Sprängörter
Sprängörter (Cicuta) är ett släkte i familjen flockblommiga växter.

## Arter
Enligt Plants of the World Online har släktet fyra nu gällande arter:
- Cicuta bulbifera
- Cicuta douglasii
- Cicuta maculata
- Cicuta virosa (sprängört)

## Bildgalleri

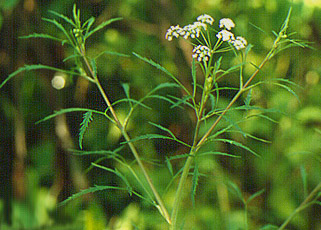
C. bulbifera
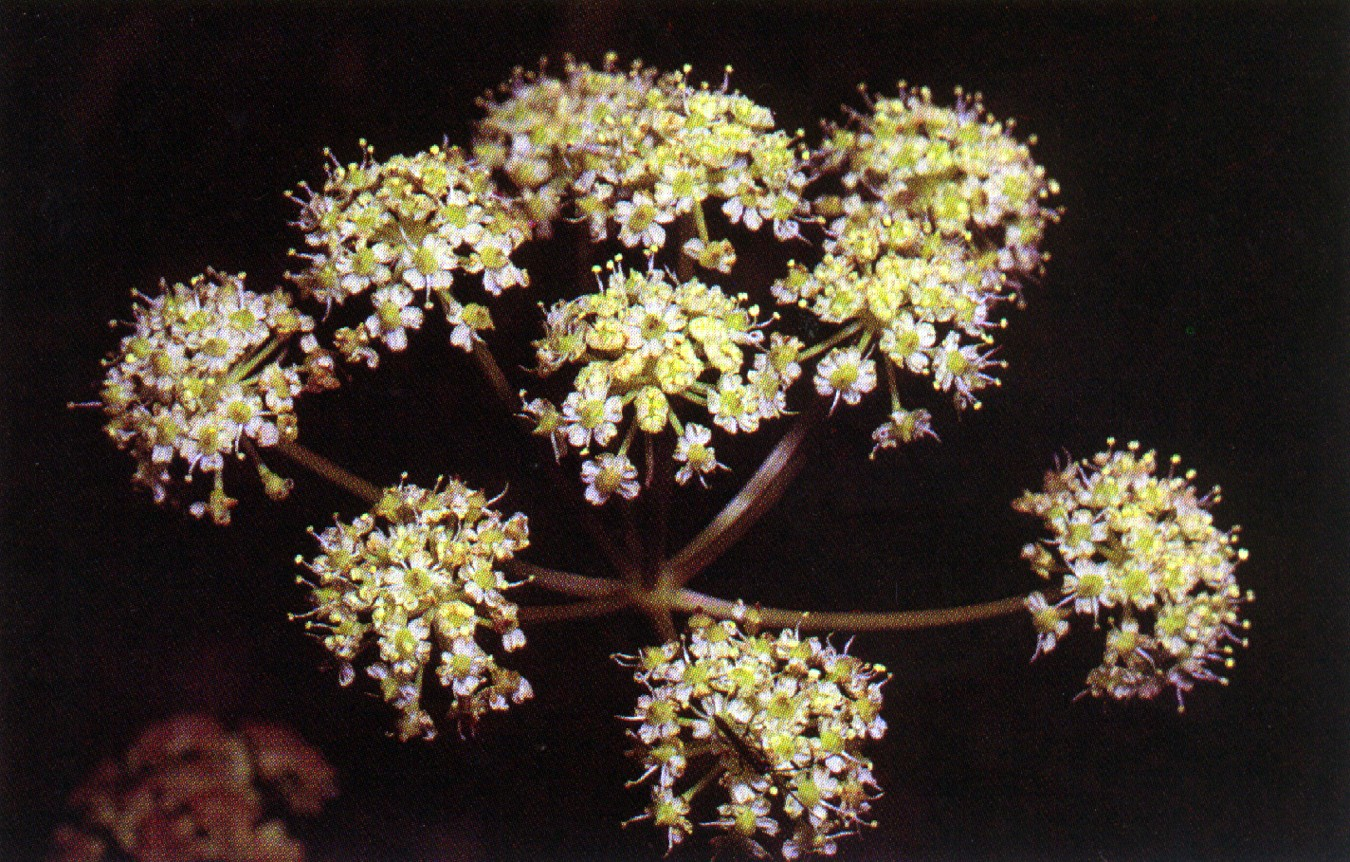
C. douglasii
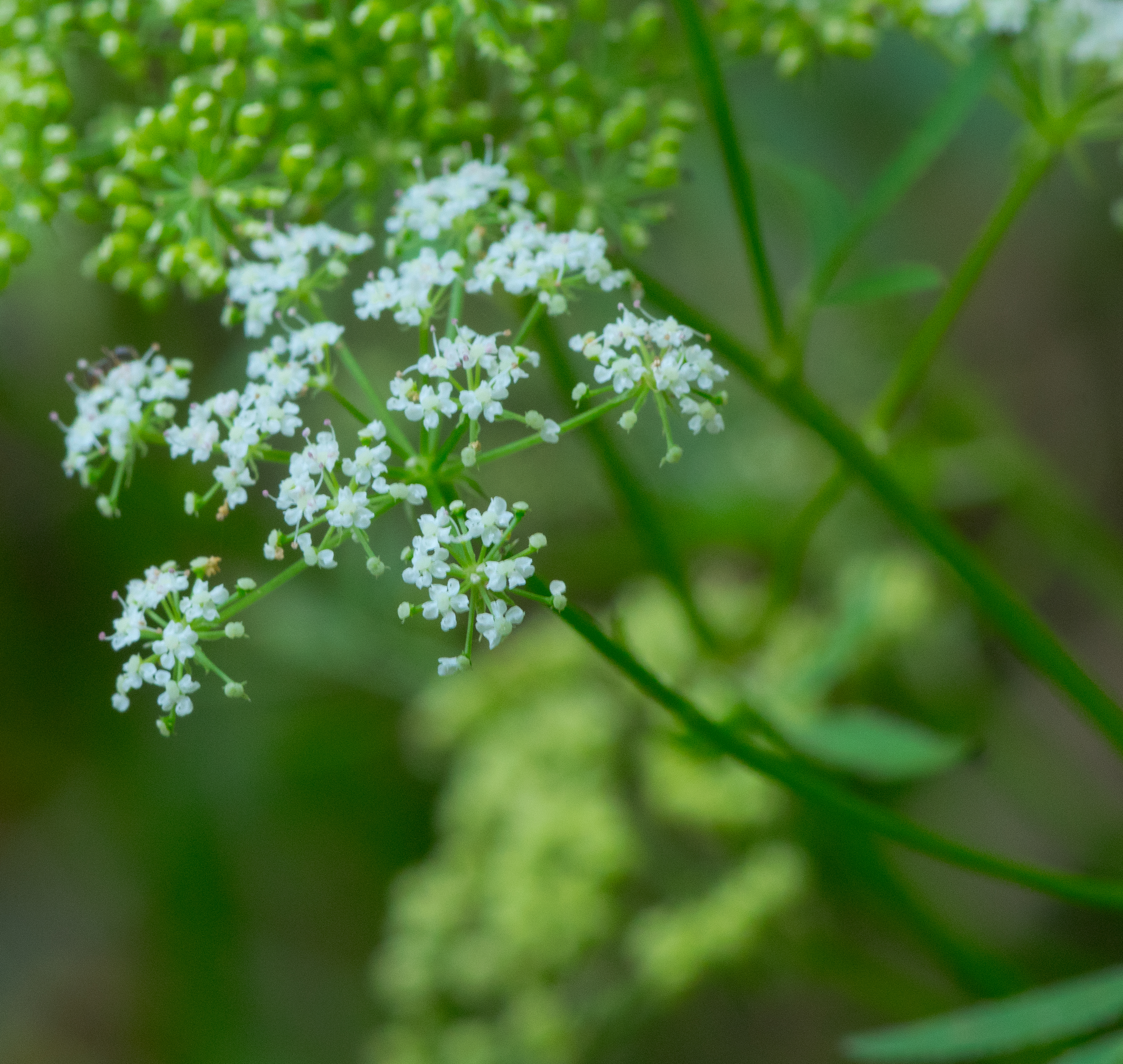
C. maculata
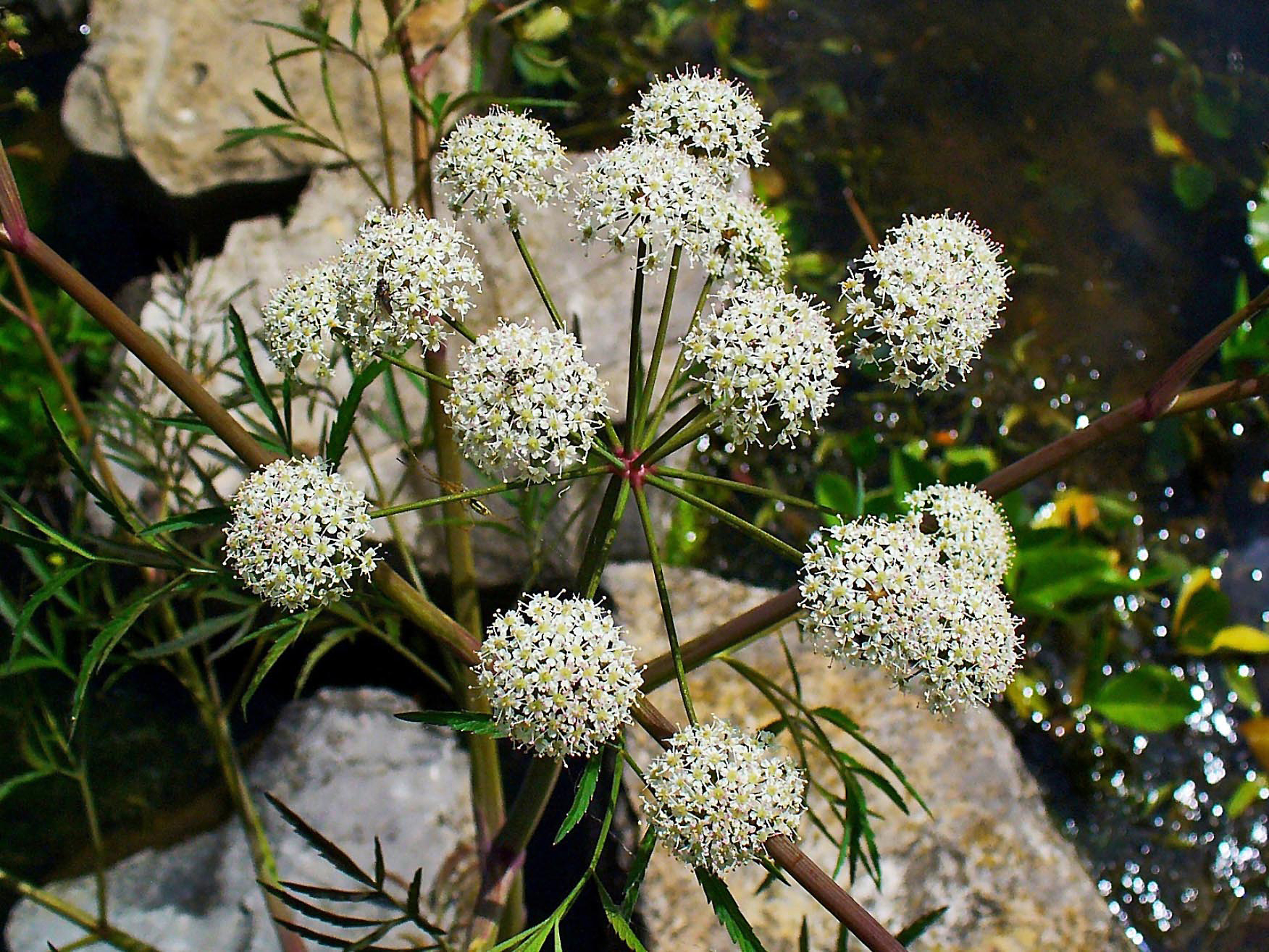
C. virosa